# Zapteryx brevirostris
Zapteryx brevirostris là một loài cá thuộc họ Rhinobatidae. Nó được tìm thấy ở Argentina, Brasil và Uruguay. Các môi trường sống tự nhiên của chúng là biển, bãi đá ngầm và bãi cát ngầm. Nó bị đe dọa do mất môi trường sống.
Con trưởng thành chỉ dài dưới 1m.

## Sinh sản[1]
Con cái đẻ trứng vào cuối xuân/hạ. Con non dài 18 cm.